# Illa de la Reunió
|  | «reunió» redirigeix aquí. Vegeu-ne altres significats a «reunió (desambiguació)». |

La Reunió (en francès La Réunion) és una illa africana a l'oceà Índic, del grup de les Mascarenyes, que forma un departament i una regió d'ultramar (ROM-DOM) francès. És a uns 700 quilòmetres a l'est de Madagascar i a poc més de 200 quilòmetres al sud-oest de Maurici. Es considera una regió ultraperifèrica de la Unió Europea.

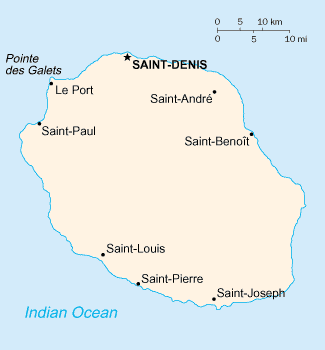
Mapa de l'illa de la Reunió

Té 2.512 km² i 763.000 habitants (segons l'estimació del 2004). La capital n'és Saint-Denis, a la costa nord. Tant les ciutats com les terres de conreu es concentren vora la costa, ja que l'interior és molt muntanyós i abrupte. És d'origen volcànic, on destaquen el Piton des Neiges (3.070 m), volcà extingit que és la màxima altitud de l'illa, i el Piton de la Fournaise (2.631 m), encara en actiu.
Fins al 2005, les anomenades illes esparses de l'oceà Índic (Bassas da India, Europa, Glorioses, Juan de Nova i Tromelin) depenien de la Reunió, i ara són administrades pel prefecte de les Terres Australs i Antàrtiques Franceses.

## Denominacions
Els mariners àrabs solien anomenar-la Dina Morgabin ('illa de l'oest'). Els portuguesos, el 1513, foren els primers europeus a visitar l'illa, que van trobar deshabitada; la van anomenar Santa Apolónia. Ocupada pels francesos el 1638, el rei Lluís XIII li va donar el nom d'Île Bourbon ('illa Borbó') en honor de la seva casa reial.
El nom d'Île de la Réunion li fou donat per un decret de 23 de març de 1793 de la Convenció Nacional arran de la caiguda de la casa de Borbó a França, i commemorava la reunió dels revolucionaris de Marsella amb la Guàrdia Nacional a París, que s'havia esdevingut el 10 d'agost de 1792 i la consegüent marxa vers el Palau de les Teuleries; no hi ha, però, cap document que ho certifiqui i, doncs, el significat del mot reunió pot ser purament simbòlic.
Durant l'època napoleònica o I Imperi (premier Empire), llavors la Restauració (Restauration), va rebre el nom d'Île Bonaparte i més tard la van canviar de nom a illa Borbó, fins que va reprendre el nom de Reunió, per decret del govern provisional de 7 de març de 1848.
Durant el segle xx, la denominació, per tal subratllar la integració de l'article ‘la’, s'ha estat fent servir amb lletra majúscula i així figura en l'actual Constitució de la República francesa, articles 72 i 73 (Constitution de la République française); tot seguint les recomanacions de la Commission nationale de toponymie de França.
- Art. 72-3. Constitució de França. La Guadeloupe, la Guyane, la Martinique, La Réunion, Mayotte, Saint Barthélemy, Saint-Martin, Saint-Pierre-et-Miquelon, les îles Wallis et Futuna et la Polynésie française sont régis par...

Una de les banderes no oficials de la Reunió